# Cohoes (New York)
Cohoes je grad u američkoj saveznoj državi New York. Prema popisu stanovništva iz 2010. u njemu je živjelo 16.168 stanovnika.